# Châtelneuf (Jura)
Pour les articles homonymes, voir Châtelneuf.
Châtelneuf est une commune française située dans le département du Jura, la région culturelle et historique de Franche-Comté et la région administrative Bourgogne-Franche-Comté. 
Elle fait partie de la communauté de communes Champagnole Nozeroy Jura.

## Géographie
Commune relativement groupée elle apparaît comme divisée "un bas, un haut" mais s'étale le long des routes départementales parfois jusqu'aux hameaux (Le Fioget, Le Chalet, La Marche Dessus). Située à tout juste 800 mètres, elle est une fenêtre du Haut-Jura (PNR) et est alimentée par un lac. De part et d'autre l'on descend soit par la forêt de sapins, soit par une déclinaison douce avec vue sur le deuxième plateau. C'est une commune forestière mais son sous-sol possède quelques richesses spéléologiques et même géologiques.

### Climat
Pour des articles plus généraux, voir Climat de la Bourgogne-Franche-Comté et Climat du département du Jura.
En 2010, le climat de la commune est de type climat de montagne, selon une étude du Centre national de la recherche scientifique s'appuyant sur une série de données couvrant la période 1971-2000. En 2020, Météo-France publie une typologie des climats de la France métropolitaine dans laquelle la commune est dans une zone de transition entre le climat semi-continental et le climat de montagne et est dans la région climatique  Jura, caractérisée par une forte pluviométrie en toutes saisons (1 000 à 1 500 mm/an), des hivers rigoureux et un ensoleillement médiocre. 
Pour la période 1971-2000, la température annuelle moyenne est de 8,3 °C, avec une amplitude thermique annuelle de 16,6 °C. Le cumul annuel moyen de précipitations est de 1 764 mm, avec 14,5 jours de précipitations en janvier et 10,6 jours en juillet. Pour la période 1991-2020, la température moyenne annuelle observée sur la station météorologique de Météo-France la plus proche, « Champagnole », sur la commune de Champagnole à 8 km à vol d'oiseau, est de 9,4 °C et le cumul annuel moyen de précipitations est de 1 573,2 mm. 
La température maximale relevée sur cette station est de 37,5 °C, atteinte le 24 juillet 2019 ; la température minimale est de −23,5 °C, atteinte le 24 décembre 2001,,. 
Les paramètres climatiques de la commune ont été estimés pour le milieu du siècle (2041-2070) selon différents scénarios d'émission de gaz à effet de serre à partir des nouvelles projections climatiques de référence DRIAS-2020. Ils sont consultables sur un site dédié publié par Météo-France en novembre 2022.

## Urbanisme

### Typologie
Au 1er janvier 2024, Châtelneuf est catégorisée commune rurale à habitat dispersé, selon la nouvelle grille communale de densité à sept niveaux définie par l'Insee en 2022.
Elle est située hors unité urbaine. Par ailleurs la commune fait partie de l'aire d'attraction de Champagnole, dont elle est une commune de la couronne,. Cette aire, qui regroupe 43 communes, est catégorisée dans les aires de moins de 50 000 habitants,.

### Occupation des sols
L'occupation des sols de la commune, telle qu'elle ressort de la base de données européenne d’occupation biophysique des sols Corine Land Cover (CLC), est marquée par l'importance des forêts et milieux semi-naturels (77,5 % en 2018), une proportion identique à celle de 1990 (77,5 %). La répartition détaillée en 2018 est la suivante : 
forêts (77,5 %), zones agricoles hétérogènes (10,3 %), prairies (9,9 %), terres arables (2,3 %). L'évolution de l’occupation des sols de la commune et de ses infrastructures peut être observée sur les différentes représentations cartographiques du territoire : la carte de Cassini (XVIIIe siècle), la carte d'état-major (1820-1866) et les cartes ou photos aériennes de l'IGN pour la période actuelle (1950 à aujourd'hui).

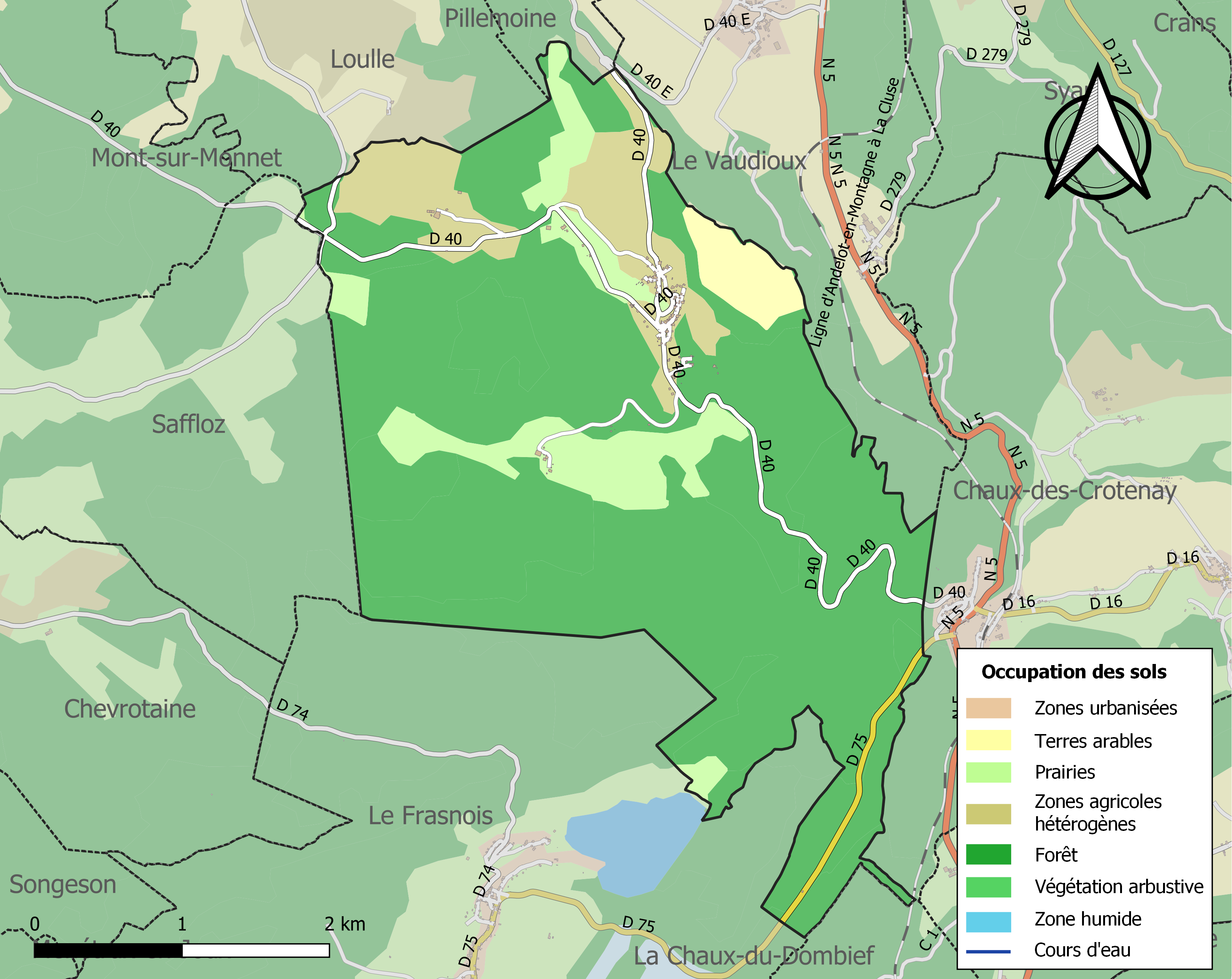
Carte des infrastructures et de l'occupation des sols de la commune en 2018 (CLC).

## Histoire
À l'origine au XIIIe siècle, était une forteresse dont il ne subsiste plus grand-chose à la suite des interventions de Louis XI. Quelques restes demeurent toutefois comme d'une hypothétique abbaye. La seigneurie de Châtelneuf sous l'influence des Chalon-Arlay marqua la région au-delà des limites actuelles. Le village était un bourg possédant les métiers requis (forgerons, notaires...).
La plupart des constructions datent du milieu du XIXe siècle, résidences des notables.
Aujourd'hui la commune se développe et se repeuple, grâce aux lotissements dans un contexte de rurbanisation. Les exploitations agricoles (il n'en reste que 2) laissent à penser que le village entre dans la catégorie des communes péri-urbaines et touristiques; nombreux gîtes.

## Politique et administration
| Période   | Période   | Identité         | Étiquette   | Qualité                |
| --------- | --------- | ---------------- | ----------- | ---------------------- |
| 1949      | 1959      | André Ragot      | ?           |                        |
| 1959      | 1983      | Émile Blondeau   |             | agriculteur            |
| 1983      | 1990      | Germain Willmann | SE          | dentiste               |
| 1990      | 2001      | Jean Tribut      | RPR         | retraité ONF           |
| 2001      | mars 2001 | Gilles Monnet    | SE          |                        |
| mars 2001 | 2008      | Gérard Morel     | SE          | cadre secteur privé    |
| mars 2008 | En cours  | Bruno Ragot      | PS puis LFI | retraité médico social |

## Démographie
L'évolution du nombre d'habitants est connue à travers les recensements de la population effectués dans la commune depuis 1793. Pour les communes de moins de 10 000 habitants, une enquête de recensement portant sur toute la population est réalisée tous les cinq ans, les populations de référence des années intermédiaires étant quant à elles estimées par interpolation ou extrapolation. Pour la commune, le premier recensement exhaustif entrant dans le cadre du nouveau dispositif a été réalisé en 2005.

En 2022, la commune comptait 122 habitants, en évolution de −12,23 % par rapport à 2016 (Jura : −0,81 %, France hors Mayotte : +2,11 %).
| 1793 | 1800 | 1806 | 1821 | 1831 | 1836 | 1841 | 1846 | 1851 |
| ---- | ---- | ---- | ---- | ---- | ---- | ---- | ---- | ---- |
| 324  | 366  | 391  | 355  | 332  | 304  | 295  | 305  | 278  |

| 1856 | 1861 | 1866 | 1872 | 1876 | 1881 | 1886 | 1891 | 1896 |
| ---- | ---- | ---- | ---- | ---- | ---- | ---- | ---- | ---- |
| 241  | 239  | 190  | 188  | 179  | 189  | 181  | 183  | 177  |

| 1901 | 1906 | 1911 | 1921 | 1926 | 1931 | 1936 | 1946 | 1954 |
| ---- | ---- | ---- | ---- | ---- | ---- | ---- | ---- | ---- |
| 166  | 148  | 130  | 156  | 123  | 129  | 140  | 114  | 120  |

| 1962 | 1968 | 1975 | 1982 | 1990 | 1999 | 2005 | 2006 | 2010 |
| ---- | ---- | ---- | ---- | ---- | ---- | ---- | ---- | ---- |
| 126  | 115  | 108  | 128  | 125  | 124  | 134  | 135  | 137  |

| 2015 | 2020 | 2022 | - | - | - | - | - | - |
| ---- | ---- | ---- | - | - | - | - | - | - |
| 141  | 126  | 122  | - | - | - | - | - | - |

## Culture locale et patrimoine

### Lieux et monuments
- Église de la Nativité de la Vierge, romane dans sa partie basse, et dont le clocher à dôme impérial, fut restauré en 1995 ;
- Vestiges des remparts médiévaux (2 tours) ;
- Mairie-école (XIXe s). La mairie ayant aspiré l'école après la fermeture de celle-ci en 2008 ;
- Anciennes propriétés du député Victor Poupin, dont la villa des invités et un parc de style romantique, où trône une tour florentine (atelier du sculpteur et cachot du prisonnier politique d'Anzio) ;
- « Le chalet » où l'on portait encore le lait, en 1990, aujourd'hui salle des fêtes ;
- Viaduc du Morillon (1886), au lieu-dit « Le Cernois », inscrit à l'IGPC depuis 2004[18] ;
- "Marianne", sculpture républicaine de Marguerite Gagneur, placée devant l'église ;
- Depuis 2013, l'association CHATEL21 organise La Fée Estival, festival régional et atypique, les organisateurs (principalement étudiants) essayent depuis 2013 de vous y emmener trois jours par an en faisant appel à divers artistes français et anglais dans une ambiance joviale et amicale[19].

### Personnalités liées à la commune

#### Natifs
- Louis Abel Girardot (1848-1937), instituteur, géologue, archéologue, puis conservateur au musée de Lons-le-Saunier ;

#### Résidents
- Victor Poupin (1838-1906), député du Jura ;
- Marguerite Gagneur, dite "Syamour" (1857-1945), sculpteur, féministe et compagne du député Victor Poupin.

#### Invités
- Georges Trouillot (1851-1916), homme politique ;
- Pierre Savorgnan de Brazza (1852-1905), navigateur et explorateur de l'Afrique centrale ;
- Stephen Pichon (1858-1933), homme politique ;
- Alfons Mucha (1860-1939), artiste-peintre tchèque ;
- Charles Dumont (1867-1939), homme politique ;
- Aimé Berthod (1878-1944), diplomate et homme politique.